# Seabeck
Seabeck az Amerikai Egyesült Államok északnyugati részén, Washington állam Kitsap megyéjében elhelyezkedő statisztikai település. A 2010. évi népszámlálási adatok alapján 1105 lakosa van.

## Története
A települést Marshall Blinn és William Adams, a Washington Mill Company vezetői alapították 1857-ben. Az igények miatt hamarosan egy második fűrészüzemet, majd egy hajógyárat is nyitottak; utóbbiban a Kaliforniába szánt faáru mozgatásához szükséges járműveket szerelték össze. Az üzemben legalább hét hajó készült.
1876-ban már több mint négyszázan éltek a településen. Az 1880-as évekre a könnyen elérhető fák többségét kitermelték. 1886-ban a Retriever hajón keletkezett zárlat miatt mindkét fűrészüzem, valamint egyéb épületek is leégtek. Mivel a szóbeszéd szerint a gyárakat nem tervezték újranyitni, ezért a lakók többsége más településekre költözött.

### Nevének eredete
A Seabeck név a twana nyelvű „ɬqábaqʷ”, „ɬ-” és „-aqʷ” kifejezésekből ered; jelentése „nyugodt víz”.
A térségben tett utazása során George Vancouver a települést nem jegyzi; az első írásos említés Charles Wilkes felfedező nevéhez fűződik.

## Éghajlat
A település éghajlata mediterrán (a Köppen-skála szerint Csb).
| Hónap                         | Jan.  | Feb.  | Már. | Ápr. | Máj. | Jún. | Júl. | Aug. | Szep. | Okt. | Nov.  | Dec.  | Év    |
| ----------------------------- | ----- | ----- | ---- | ---- | ---- | ---- | ---- | ---- | ----- | ---- | ----- | ----- | ----- |
| Rekord max. hőmérséklet (°C)  | 17,8  | 21,7  | 27,2 | 32,2 | 33,3 | 36,7 | 37,2 | 38,3 | 37,2  | 30,0 | 23,3  | 22,8  | 38,3  |
| Átlagos max. hőmérséklet (°C) | 8,3   | 9,4   | 12,2 | 15,0 | 18,3 | 21,1 | 24,4 | 25,0 | 21,7  | 15,6 | 10,6  | 7,2   | 15,8  |
| Átlagos min. hőmérséklet (°C) | 2,2   | 1,7   | 3,3  | 5,0  | 7,8  | 10,6 | 12,2 | 12,8 | 10,0  | 6,7  | 3,9   | 1,1   | 6,5   |
| Rekord min. hőmérséklet (°C)  | −10,6 | −11,1 | −7,2 | −8,9 | −2,8 | 2,8  | 3,9  | 2,2  | −1,1  | −2,8 | −12,2 | −13,9 | −13,9 |
| Átl. csapadékmennyiség (mm)   | 226   | 158   | 151  | 91   | 62   | 43   | 22   | 26   | 39    | 124  | 239   | 256   | 1437  |
| Forrás: The Weather Channel   |       |       |      |      |      |      |      |      |       |      |       |       |       |

## Nevezetességei

### Konferenciaközpont
Az 1900-as évek elején Laurence Colman és Arn Allen a YMCA és a YWCA találkozóinak megtartására alkalmas helyszínt létesítettek. 1914-ben Lawrence Colman és George fivére a létesítmény nagyobb részét megvásárolták, majd 1936-ban Colman fia, Ken Colman magánjellegű központtá alakította azt.

### Általános iskola
A Seabeck Elementary Schoolt a 2006–07-es tanév végén zárták be; az épület bontása 2019 őszén kezdődött, helyére a tűzoltóállomás kerül. Az egykori intézmény tornaterme és futópályája továbbra is üzemel.

### Temető
Az általános iskola közelében fekvő temető a Port Gamble-i után a térség második legrégebbi sírkertje.

### Állami park
A 36 hektáros Scenic Beach State Park 1911-től az Emel család otthona volt. A korábban üdülőként szolgáló területen csónakázásra és kempingezésre van lehetőség, emellett tavasszal a rododendronok virágzása is megfigyelhető.

### Tájvédelmi körzet
A településtől 10 kilométerre délnyugatra található, 64 hektáros Kitsap County Guillemot Cove Nature Reserve 1939 és 1993 között a Reynolds család otthonaként szolgált. A területen több túraösvény húzódik; a látványosságok közé tartozik egy vörös cédrus tönkje (Stump House).

## Nevezetes személy
- Ashley Wagner, műkorcsolyázó[17]

## Fordítás
Ez a szócikk részben vagy egészben  a   Seabeck, Washington című angol Wikipédia-szócikk ezen változatának fordításán alapul.  Az eredeti cikk szerkesztőit annak laptörténete sorolja fel. Ez a jelzés csupán a megfogalmazás eredetét és a szerzői jogokat jelzi, nem szolgál a cikkben szereplő információk forrásmegjelöléseként.